# Betty Lucy López Osorio
Betty Lucy López Osorio (Caramanta, Antioquia, 1950) es una Ingeniera química, Doctora en Química colombiana. Es Profesora de tiempo completo desde el año 1972 y líder del grupo de ciencia de los materiales desde 1998 en la Universidad de Antioquia. Tiene más de 85 publicaciones, 60 proyectos de investigación realizados, 8 tesis doctorales, 3 tesis de maestría y ha dirigido 31 trabajos de investigación. Son reconocidos sus desarrollos relacionados con Nanomedicina: Transporte y Liberación Controlada de Fármacos. Es Miembro Correspondiente de la Academia de Academia Colombiana de Ciencias Exactas, Físicas y Naturales. Investigadora Senior en la categoría Colciencias. Ha realizado sus principales investigaciones en el campo de los Polímeros y caracterización de nuevos materiales.

## Biografía
Adelantó sus estudios profesionales en la Universidad de Antioquia donde recibió el título de Ingeniera química en 1972. Posteriormente viajó a Suecia donde realizó una especialización en el Instituto Tecnológico Royal de Estocolmo. En 1977 recibió el título de M.Sc en Química en la Universidad de Lehigh, USA y en 1994 terminó su doctorado en Química en la Universidad del Norte de Texas, USA. Sus áreas de investigación son los Polímeros y la Química Analítica.
Inició su labor docente desde 1972 en el Departamento de Química de la Universidad de Antioquia hasta el presente. Creó el Grupo de Polímeros en 1996, el cual se trasformó en 1998 en el Grupo de Ciencia de los Materiales y desde el 2004 es Coordinadora de dicho grupo. Ha sido Coordinadora de la sesión de Química Analítica y ha participado en dos periodos del Comité Científico de la Sede de Investigaciones Universitarias (SIU).

## Áreas de investigación
Síntesis y Caracterización de Polímeros
Nanotrasportadores poliméricos para liberación controlada de medicamentos
Membranas poliméricas para aplicación en celdas electroquímicas y solares

## Premios y reconocimientos
Primer Puesto, Premio Francisco José de Caldas a la Investigación (Compartido) Merck de Colombia - de 2001
Segundo Puesto, Premio Francisco José de Caldas (Compartido) Merck de Colombia - de 1996
Premio a la Investigación Científica. Universidad de Antioquia, en el año del bicentenario. Universidad de Antioquia, Res. 1570 del Consejo Académico del 4 de noviembre de 2003.
Premio Anual Alcaldía de Medellín a la Investigación para el fomento de la investigación Investigación más significativa del año, Alcaldía De Medellín - noviembre de 2008
Miembro Correspondiente Academia Colombiana de Ciencias Exactas y Naturales, Academia Colombiana de Ciencias Exactas y Naturales - abril de 2012
Premio Paul Flory, Polychar22 World Forum on Advanced Materials - marzo de 2013
Premio Scopus Colombia, Editorial ElSevier, 2013

## Principales publicaciones
Cuenta con más de 70 artículos científicos, entre los más recientes:
- Natalia A. Agudelo, Andrea M. Elsen, Hongkun He, Betty L. López, Krzysztof Matyjaszewski. ABA Triblock Copolymers from Two Mechanistic Techniques: Polycondensation and Atom Transfer Radical Polymerization. J. of Polymer Science, Part A: Polymer Chemistry. 53, 228-238, 2015.

- Becerra Natalia, Andrade Henry, López Betty, Restrepo Luz Marina, Raiteri Roberto. Probing poly(N-isopropylacrylamide-co-butylacrylate)/cell interactions by atomic force microscopy. J. of Biomedical Materials Research Part A, 103, 1, 145–153, 2015.

- Becerra Natalia, Andrade Henry, López Betty, Restrepo Luz Marina, Raiteri Roberto. Probing poly(N-isopropylacrylamide-co-butylacrylate)/cell interactions by atomic force microscopy. J. of Biomedical Materials Research Part A doi: 10.1002/jbm.a.35163 (2014)

- Victor H. Orozco, Andres F. Vargas, Witold Brostow, Tea Datashvili, Betty L. López, Kevin Mei, and Lisa Su. Tribological Properties of Polypropylene Composites with Carbon Nanotubes and Sepiolite. J. for Nanoscience and Nanotechnology14: 4918-4929 (2014).

- Víctor H. Orozco & Juliana Palacio & Jelver Sierra & Betty L. López. Increased covalent conjugation of a model antigen to poly(lactic acid)-g-maleic anhydride nanoparticles compared to bare poly(lactic acid) nanoparticles. Colloid Polym Sci, DOI 10.1007/s00396-013-3023-9, en línea 20 de julio de 2013. 6.Natalia Y. Becerra, Luz M. Restrepo Betty L. López. Thermosensitive behavior in cell culture media and cytocompatibility of a novel copolymer: poly(N-isopropylacrylamide-co-butylacrylate).Mater Sci: Mater Med (2013) 24:1043-1052. online: 30 de enero de 2013.[1]